# Poliotrella
Poliotrella is een geslacht van rechtvleugeligen uit de familie krekels (Gryllidae). De wetenschappelijke naam van dit geslacht is voor het eerst geldig gepubliceerd in 1988 door Gorochov.

## Soorten
Het geslacht Poliotrella omvat de volgende soorten:
- Poliotrella greeni Chopard, 1925
- Poliotrella zaitzevi Gorochov, 1988